# 佐藤宏孝
佐藤 宏孝（さとう ひろたか、1953年3月 - ）は、日本の数学者。専門は、代数的整数論。
元東京外国語大学准教授。

## 略歴
- 1976年3月　東京大学理学部卒業
- 1980年3月　千葉大学大学院理学研究科数学専攻修士課程修了
- 1984年3月　筑波大学大学院理学研究科数学専攻博士課程退学
- 1984年4月　東京外国語大学外国語学部附属日本語学校 講師
- 1987年7月　東京外国語大学留学生教材開発センター 助教授
- 1992年4月　東京外国語大学留学生日本語教育センター 助教授（改組に伴う配置換え）
- 2015年4月　東京外国語大学国際日本学研究院 准教授（改組に伴う配置換え）
- 2016年3月　東京外国語大学 定年退職

## 研究業績
- 数学における専門日本語語彙の分類、専門日本語教育研究　第7号，13-20，2005
- 学部留学生に対する数学教育について、シンポジウム「留学一年目の教育のあり方」講演集，25-33，2003
- 脳循環予備能と安静時平均通過時間の関係, CI研究第24巻第2号, 73-82, 杏林舎, 2002

| スタブアイコン | サブスタブ | この項目は、まだ閲覧者の調べものの参照としては役立たない、人物に関連した書きかけの項目です。この項目を加筆・訂正などしてくださる協力者を求めています（P:人物伝/PJ:人物伝）。 |